# Sztadion (mértékegység)
A sztadion (ógörögül: στάδιον, latinul: stadium) ókori, görög eredetű hosszúság- illetve távolság-mértékegység. 
Hossza hagyományosan 600 láb (Hérodotosz). Ám épp ennek következtében hossza területenként és koronként más és más volt. Még az ókori Görögországon belül is.
Viszont úgy tűnik, hogy a hosszabb távolságok mérési módszereinek tökéletlensége miatt ezeknek a különbségeknek nem tulajdonítottak nagy jelentőséget. Vagyis tudomásul vették, hogy távolságbecsléseik pontatlanságaihoz még ez is hozzájárul.
Ismert mértékegységben kifejezett mértékük már a kora középkorban feledésbe merült.
Jelenlegi ismeretek szerint 157 és 209 méter között volt kortól és birodalomtól függően.
Mértékük újabb kori meghatározását ókori irodalomból is ismert méretű épületek régészeti feltárása, vagy annak kimutatása tette lehetővé, hogy az épület méretei egy adott hossz egész számú többszörösei. Továbbá egy korabeli hossz mértékegységek összehasonlítására szolgáló ókori véset feltárása.
Az ógörög sztadion hosszának empirikus meghatározása Lev Vasziljevics Firszov nevéhez fűződik, aki 81 megadott távolságból, köztük Eratoszthenész és Sztrabón adatait felhasználva határozta meg körülbelül 157,7 méterben.
Az hogy mely sztadion méretet vesszük figyelembe, nagyban befolyásolhatja az ókori szövegek értelmezését. Például a Föld kerülete kiszámításának hibáját Eratoszthenész vagy Poszeidóniosz számításainál.
Azonban arról sem szabad megfeledkeznünk eközben, hogy ezek a számítások a részletekből kiolvashatóan valójában csupán megalapozott becsléseknek tekinthetők.

## Az 1 sztadion hossza különböző területeken és korszakokban
Az irodalomban számtalan többé-kevésbé megalapozatlan érték lelhető fel. Az alábbi táblázat azokat az értékeket tünteti fel, amelyek mögött legalább valamilyen archeológiai megfontolás mutatható ki.
| Hely/elnevezés          | Hozzávetőleges hossza | Leírás                                                     | Újkori meghatározója, év                     |
| ----------------------- | --------------------- | ---------------------------------------------------------- | -------------------------------------------- |
| Ógörög (utazási)        | 157 m                 | Utazásokkal kapcsolatosan távolságok megadására használták | Jean Antoine Letronne, 1816                  |
| Olümpiai                | 176 m                 | 600 × 294 mm                                               | Carl Ferdinand Friedrich Lehmann-Haupt, 1929 |
| Ptolemaida vagy attikai | 185 m                 | 600 × 308 mm                                               | Otto Cuntz, 1923 D. R. Dicks, 1960           |
| Babilóniai–perzsiai     | 196 m                 | 600 × 327 mm                                               | Lehmann-Haupt, 1929                          |
| Föniciai–egyiptomi      | 209 m                 | 600 × 349 mm                                               | Lehmann-Haupt, 1929                          |

## Fordítás
- Ez a szócikk részben vagy egészben  a   Stadion (unit) című angol Wikipédia-szócikk ezen változatának fordításán alapul.  Az eredeti cikk szerkesztőit annak laptörténete sorolja fel. Ez a jelzés csupán a megfogalmazás eredetét és a szerzői jogokat jelzi, nem szolgál a cikkben szereplő információk forrásmegjelöléseként.